# Willmar (Minnesota)
Pour les articles homonymes, voir Willmar.
La ville de Willmar est le siège du comté de Kandiyohi, dans l’État du Minnesota, aux États-Unis. Sa population s’élevait à 19 610 habitants lors du recensement de 2010, estimée à 19 558 habitants en 2016.

## Source
- (en) Cet article est partiellement ou en totalité issu de l’article de Wikipédia en anglais intitulé « Willmar, Minnesota » (voir la liste des auteurs).